# Peter Adam Schmidt
Peter Adam Schmidt (* 15. Mai 1946 in Wainsdorf) ist ein deutscher Botaniker, Biologe, Forstwissenschaftler, Herausgeber und Hochschullehrer. Er ist Autor von mehr als 400 botanischen, dendrologischen, naturschutzfachlichen und forstlichen Publikationen. Von 2008 bis 2017 war er Präsident der Deutschen Dendrologischen Gesellschaft (DDG). Sein botanisches Autorenkürzel lautet „P.A.Schmidt“ oder auch „P.Schmidt“. 

## Leben
Peter A. Schmidt wurde 1946 im südbrandenburgischen Wainsdorf geboren. Dem Besuch der Grundschule folgte von 1960 bis 1964 ein Wechsel an die damalige Erweiterte Oberschule (EOS) in Elsterwerda.
Nach seiner Schulzeit und dem Abitur studierte er ab 1964 an der Martin-Luther-Universität Halle-Wittenberg. Von 1968 bis 1969 hatte er einen Studienaufenthalt am Lehrstuhl für Höhere Pflanzen der Staatlichen Schdanonow-Universität und am Botanischen Institut W. L. Komarow der Russischen Akademie der Wissenschaften im russischen Leningrad (heute St. Petersburg). Sein Studium mit dem Schwerpunkt Systematische Botanik und Pflanzengeographie schloss er 1971 als Diplom-Biologe ab. Im Folgejahr promovierte er mit der Arbeit „Die mitteleuropäischen Arten der Gattung Thymus L. unter besonderer Berücksichtigung von Wuchsform, Verbreitung und soziologischem Verhalten“ zum Doktor der Naturwissenschaften (Dr. rer. nat.).
Nach seinem Studium wurde er Leiter des Museums für Naturkunde in Gera. 1976 wechselte er an die Technische Universität Dresden. Hier war er zunächst Kustos im zur TU Dresden gehörigen Forstbotanischen Garten in Tharandt.
Im Jahre 1987 habilitierte Schmidt mit der Schrift Untersuchungen zur Morphologie, Systematik, Verbreitung und Introduktion der in der DDR in Kultur befindlichen Fichten-Arten – ein Beitrag zur botanischen Monographie der Gattung Picea A. DIETR. an der Technischen Universität Dresden zum Doktor der Naturwissenschaften (Dr. sc. nat.) und wurde in jenem Jahr an der Einrichtung Dozent für Landeskultur und Naturschutz. 1991 erhielt er den Doktorgrad Dr. habil.
Ab 1989 wirkte er als Professor für Landeskultur und Naturschutz am Institut für Waldbau und Forstschutz. Nach der Wende war er zwischen den Jahren 1991 und 1993 Direktor dieser Einrichtung. Ab 1993 übernahm er eine Professur am Institut für Allgemeine Ökologie und Umweltschutz. Nebenamtlich wirkte er dabei zwischenzeitlich als Direktor des am Rande des Großen Gartens gelegenen Botanischen Gartens in Dresden. 1997 wurde er Sprecher und Prodekan der Fachrichtung Forstwissenschaften. Als Direktor des Institutes für Allgemeine Ökologie und Umweltschutz wirkte Schmidt zwischen den Jahren 2001 und 2003. Ein weiteres Mal übernahm er dieses Amt in den Jahren 2006 bis 2009.
Als Wissenschaftler wirkte Schmidt gefördert durch verschiedene Institutionen und Stiftungen (EU, UNESCO, Bundesministerium für Forschung und Umwelt etc.) als Projekt- oder Teilprojektleiter von Forschungsvorhaben außer in Deutschland, unter anderem auch in Russland, in der Ukraine und in Georgien. Außerdem war er als Dozent und Berater im Auftrag der UNESCO, des WWF und des IUCN auf mehreren Kontinenten tätig.
Von 2008 bis 2017 war Schmidt Präsident der Deutschen Dendrologischen Gesellschaft (DDG), in welcher er weiterhin als Ratsmitglied und Ehrenpräsident fungiert. Er ist Vorstandsmitglied des Landesvereins Sächsischer Heimatschutz (Fachbereich Naturschutz/Landschaftsgestaltung) und vertritt den Landesverein in der Jury des Sächsischen Landespreises für Heimatforschung. Weiters ist er Vorstand der Arbeitsgemeinschaft sächsischer Botaniker (AGsB), Präsidiumsmitglied des „Fördervereins des Forstbotanischen Gartens Tharandt“, Naturschutzbeirat im Landkreis Meißen im Förderkomitee der Sächsischen Landesstiftung Natur und Umwelt und Mitglied vieler weiterer Vereinigungen, Beiräte und Gesellschaften im In- und Ausland.

## Privates
Peter Adam Schmidt lebt im Coswiger Ortsteil Sörnewitz und ist mit der Künstlerin und ehemaligen Lehrerin Elvi Schmidt (* 1947) verheiratet.

## Ehrungen
- 2006 Ehrendoktorwürde der Georgian Agricultural University Tbilisi[4]

## Werk (Auswahl)
- als Bearbeiter: Botanik. Teil: 2. / H. 1/3., Dendrologie: in der DDR wildwachsende und forstlich angebaute Laubgehölze, Markkleeberg, 1981
- mit Manfred Tesche und Rudolf Wenzel: Gehölzkatalog Agra-Park, Markkleeberg: Landwirtschaftsausstellung der DDR, 1985
- Untersuchungen zur Morphologie, Systematik, Verbreitung und Introduktion der in der DDR in Kultur befindlichen Fichten-Arten, ein Beitrag zur botanischen Monographie der Gattung Picea A. Dietr., Hochschulschrift, 2 Bände, Technische Universität Dresden, 1987
- Übersicht der natürlichen Waldgesellschaften Deutschlands, Graupa, 1995
- mit Harald Thomasius: Wald, Forstwirtschaft und Umwelt , Economica-Verlag, Bonn, 1996
- unter Mitarbeit von Ulrich Klausnitzer: Die Baum- und Straucharten Sachsens: Charakterisierung und Verbreitung als Grundlagen der Generhaltung, Pirna, 2001
- mit Ulrich Hecker: Taschenlexikon der Gehölze: ein botanisch-ökologischer Exkursionsbegleiter, Quelle & Meyer-Verlag, Wiebelsheim, 2009
- mit Dirk Wendel: Überblick zur Vegetation Sachsens, Sächsische Landesbibliothek – Staats- und Universitätsbibliothek Dresden – Tharandt: Technische Universität Dresden, 2011
- als Herausgeber mit Bernd Schulz, als Bearbeiter mit Ulrich Hecker und Bernd Schulz: Fitschen Gehölzflora: ein Buch zum Bestimmen der in Mitteleuropa wild wachsenden und angepflanzten Bäume und Sträucher, Bestimmungsbuch, Quelle & Meyer-Verlag, Wiebelsheim, 2017
- mit Ulrich Hecker: Die wildwachsenden und kultivierten Laub- und Nadelgehölze Mitteleuropas: Beschreibung – Herkunft – Verwendung, Bestimmungsbuch, Quelle & Meyer-Verlag, Wiebelsheim, 2020